# Eugène Capy
Pour les articles homonymes, voir Capy.
Eugène Capy, né le 17 juin 1829 à Paris et mort le 29 août 1894 à Charenton-le-Pont, est un sculpteur français. 

## Biographie
Eugène Capy naît le 17 juin 1829 à Paris. En 1849, il est admis à l’École des beaux-arts de Paris où il est l'élève de James Pradier et de Michel Martin Drolling. Il expose au Salon à partir de 1849.
Il meurt le 29 août 1894 à Charenton-le-Pont.

## Œuvres
- Coupe, prix d’honneur des concours régionaux agricoles, 1862, argent et galvanoplastie, en collaboration avec Charles Christofle et Pierre Louis Rouillard pour Christofle et Cie, hauteur 65,5 cm, diamètre 49,5 cm, poids 894 kg, Paris, musée d'Orsay[2],[3].
- Meuble d’encoignure, 1874-1878, ébène, palissandre, poirier noirci, porte en bronze galvanique doré et patiné, cuivre, argent, or et émail cloisonné. Eugène Capy en est l'un des modeleurs pour Christofle et Cie. Paris, musée des Arts décoratifs[4].
- Buste du docteur Jobert de Lamballe, localisation inconnue[5].